# Bundesstraße 465
De Bundesstraße 465 (afkorting: B465) is een bundesstraße in de Duitse Deelstaat Baden-Württemberg.
De B464 begint in Kirchheim unter Teck en loopt verder via Bad Urach Münsingen, Ehingen en Biberach an der Riß naar Leutkirch im Allgäu. De weg is 110 kilometer lang.

## Hoofdbestemmingen
- Dettingen unter Teck
- Bad Urach
- Ehingen
- Biberach an der Riß
- Bad Wurzach
- afrit Leutkirch-West  A96

## Geschiedenis
De B465 ontstond uit diverse Staatsstraßen. Het noordelijk deel tussen Kirchheim en Römerstein was onderdeel van de Württembergische Staatsstraße Nr. 45. Het deel van Bad Urach naar Biberach was onderdeel van de Württembergische Staatsstraße 43. Het zuidelijke deel van Unteressendorf naar Leutkirch was onderdeel van de Württembergische Staatsstraße Nr 54. De Bundesstraße 465 ontstond pas begin jaren '60.

## Verkeersintensiteiten
In 2010 reden dagelijks 28.000 voertuigen tussen Kirchheim unter Teck en de A8, dalend naar 10.000 voertuigen ten zuiden van de A8 en verder dalend naar 2.100 voertuigen bij Römerstein. Van Bad Urach naar Ehingen reden 6.000 tot 12.000 voertuigen, en 7.000 tot 8.500 voertuigen verder tot Biberach. Het deel van Bad Wurzbach naar Leutkirch telde zo'n 9.000 voertuigen.
B2 · B2a · B2R · B3 · B4 · B4R · B8 · B10 · B11 · B12 · B13 · B13n · B14 · B15 · B15n · B16 · B17 · B18 · B19 · B20 · B21 · B22 · B23 · B25 · B26 · B26a · B27 · B28 · B28a · B29 · B30 · B31 · B31a · B32 · B33 · B33a · B34 · B35 · B36 · B37 · B38 · B38a · B39 · B44 · B45 · B47 · B85 · B89 · B131n · B173 · B276 · B278 · B279 · B285 · B286 · B287 · B289 · B290 · B291 · B292 · B293 · B294 · B295 · B296 · B297 · B298 · B299 · B300 · B301 · B302 · B303 · B304 · B305 · B306 · B307 · B308 · B309 · B310 · B311 · B312 · B313 · B314 · B315 · B316 · B317 · B318 · B319 · B340 · B378 · B388 · B415 · B425 · B426 · B462 · B463 · B464 · B465 · B466 · B467 · B468 · B469 · B470 · B471 · B472 · B491 · B492 · B500 · B505 · B512 · B523 · B532 · B533 · B535 · B588 · B999